# Drew Brees
(en) Statistiques sur pro-football-reference
Drew Christopher Brees, né le 15 janvier 1979 à Austin au Texas, est un joueur américain de football américain.
Quarterback, il a joué vingt saisons dans la National Football League (NFL) pour les Chargers de San Diego (2001 à 2005) et pour les Saints de La Nouvelle-Orléans (2006 à 2020).
Sélectionné 13 fois au Pro Bowl, il est également désigné meilleur joueur offensif de l'année en 2008 et 2011, ainsi que MVP du Super Bowl XLIV qu'il a d'ailleurs remporté. Il égale à cette occasion le record du nombre de passes réussies au cours d'un Super Bowl (32) à égalité avec Tom Brady depuis le Super Bowl XXXVIII. Il est aussi désigné sportif de l'année en 2010 par le magazine Sports Illustrated.
Il détient plusieurs records prestigieux, comme le plus grand nombre de yards jamais gagnés à la passe en NFL (80 358 en fin de saison 2020), le plus grand nombre de yards gagnés à la passe en une seule saison (5 476) auparavant détenu par Peyton Manning, le plus grand nombre de touchdowns inscrits à la passe en carrière, le plus haut pourcentage de passes réussies en une saison (71,2 %) et en un match (96,7 %), le plus grand nombre de passes réussies en une saison (468). Il est le joueur le plus rapide à avoir atteint les 40 000 yards gagnés à la passe en carrière. Il a également battu le record du plus grand nombre de matchs consécutifs avec au moins un touchdown (54), qui appartenait depuis  42 ans à Johnny Unitas.
Au niveau universitaire, il a joué pour les Boilermakers de l'université Purdue pendant quatre saisons (1997-2000) au sein de la NCAA Division I FBS.

## Biographie

### Carrière universitaire
Drew Brees a effectué sa carrière universitaire avec les Boilermakers de Purdue de 1997 à 2000 et a été classé deux fois parmi les meilleurs passeurs de la NCAA et trois fois meilleur passeur en nombre de yards de la Big Ten Conference en 1998, 1999 et 2000.
En quatre saisons chez les Boilermakers de Purdue, Brees joue 41 matchs. Il gagne 10 909 yards à la passe (3e plus gros total de l'histoire de la conférence Big Ten) en 942 passes sur 1 525 tentées soit 61,8 % de réussite et un total de 81 touchdowns à la passe pour 41 interceptions ainsi que 14 touchdowns à la course et deux en réception.
Avec une évaluation moyenne de quarterback de 134 en quatre saisons, il est élu meilleur joueur offensif de l'année en conférence Big Ten  en 1998 et en 2000.
Il est classé 4e au trophée Heisman en 1999 et 3e en 2000. Il remporte également le Maxwell Award cette dernière année.

### Carrière professionnelle

#### Chargers de San Diego  (2001-2005)

##### Saison rookie 2001
Brees est sélectionné en 32e choix global lors du 2e tour de la draft 2001 de la NFL par la franchise des Chargers de San Diego. Il est le deuxième quarterback à y être sélectionné après Michael Vick choisi en 1er choix global.
Il ne joue qu'un seul match lors de sa saison rookie profitant de la blessure du quarterback titulaire Doug Flutie. Menés 19 à 0 par les Chiefs de Kansas City, les Chargers remontent au score mais s'inclinent finalement 25 à 20. Pour son premier match, Brees inscrit son premier touchdown et gagne 221 yards à la passe avec une réussite de 55,6 % à la passe.
Les Chargers finissent derniers de leur division avec un bilan de 5 victoires pour 11 défaites, un bilan toutefois meilleur que la saison précédente qu'ils avaient terminé derniers tant de leur division que de la ligue.

##### Saison 2002
Lors de sa deuxième saison, Drew Brees obtient la confiance de ses entraîneurs et est désigné titulaire aux dépens de Doug Flutie mis sur le banc.
La saison est mitigée pour Brees, auteur de 17 touchdowns pour 16 interceptions, les Chargers ne se qualifiant pas pour les matchs éliminatoires en finissant 3e de leur division avec un bilan de 8 victoires et 8 défaites. Les Raiders d'Oakland, 1er de l'AFC West et rivaux de division des Chargers, se qualifient pour le Super Bowl XXXVII disputé dans le stade des Chargers, qu'ils perdent 48 à 21 contre les Buccaneers de Tampa Bay.

##### Saison 2003
Équipe en reconstruction, les Chargers finissent la saison derniers de leur division avec un bilan de 4 victoires pour 12 défaites et ne se qualifient pas pour les éliminatoires. Titulaire en début de saison, les statistiques de Drew Brees sont mauvaises : 11 touchdowns pour 15 interceptions en 11 matchs et obtient la plus mauvaise évaluation de sa carrière (67,5). Il perd sa place de titulaire pour les cinq derniers matchs de la saison aux dépens de Doug Flutie âgé de 41 ans.

##### Saison 2004
Titulaire lors de 15 des 16 matchs de la saison régulière 2004, Brees réalise sa première bonne saison et permet aux Chargers de remporter le titre de champion de l'AFC West. Avec 12 victoires et 4 défaites, les Chargers partcipent aux éliminatoires mais s'inclinent au 1er tour 17 à 20 en prolongation contre les Jets de New York.
Drew Brees progresse statistiquement : 27 touchdowns pour 7 interceptions, 3 159 yards gagnés et 65,5 % de réussite à la passe. Son évaluation de quarterback est pour la première fois supérieure à 100 (104,8) et il inscrit son plus long touchdown (79 yards). Il est sélectionné pour disputer le Pro Bowl pour la première fois de sa carrière, se voit décerner le trophée NFL du meilleur joueur revenant (comeback player) de l'année et finit 5e au trophée du meilleur joueur offensive de l'année derrière Curtis Martin.

##### Saison 2005
En 2005, les Chargers finissent 3e de leur division malgré un bilan positif de 9 victoires et 7 défaites derrière les Broncos de Denver (13-3) et les Chiefs de Kansas City (10-6) . Brees réalise une bonne saison même si ses statistiques sont moins bonnes que la saison précédente : 3 576 yards, 64,6 % de réussite à la passe, 24 touchdowns et 15 interceptions. Il n'est pas sélectionné pour le Pro Bowl et se blesse à l'épaule droite en fin de saison. Malgré cette blessure, les Chargers lui proposent une prolongation de contrat de cinq ans pour un montant de 50 millions de dollars que Brees et son agent refusent.

#### Saints de la Nouvelle-Orléans (2006-2020)

##### Saison 2006
Devenu agent libre à l'aube de la saison 2006, Brees est sollicité par deux équipes : les Dolphins de Miami et les Saints de La Nouvelle-Orléans. Les Dolphins sont une organisation stable avec des entraîneurs établis au contraire des Saints ayant enchaîné de mauvaises saisons, dont un bilan de 3 victoires pour 13 défaites en 2005 et un nouvel entraîneur Sean Payton. Drew Brees et son agent décident de passer un test avec les deux équipes avant de faire un choix. Les demandes salariales de Brees étant trop élevées pour les Dolphins, ces derniers rompent les négociations pour se tourner vers Daunte Culpepper. Brees signe alors un contrat d'une durée de six ans pour un montant global de 60 millions de dollars avec les Saints.
Dès leur première saison avec Drew Bree, les Saints terminent premiers de leur division avec 10 victoires et 6 défaites en saison régulière et se qualifient pour les éliminatoires, une première depuis la saison 2000. C'est également la saison où les Saints retrouvent le Louisiana Superdome qui avait été utilisé comme abri à la suite de l'Ouragan Katrina.
Brees totalise 4 418 yards (1er de la ligue) et 26 touchdowns pour 11 interceptions à la passe (3e de la ligue). Il finit deuxième meilleur joueur de la NFL (MVP) et deuxième meilleur joueur offensif de l'année derrière son ancien coéquipier, le running back des Chargers, LaDainian Tomlinson.
Lors du tour de division, emmenés par Brees, le running back Deuce McAllister et le wide receiver rookie Marques Colston (1 038 yards et deuxième au classement du meilleur joueur rookie offensif de l'année), les Saints éliminent les Eagles de Philadelphie 27 à 24 au Louisiana Superdome En déplacement au Soldier Field  pour la finale de conférence NFC, ils sont battus 14 à 39 par les Bears de Chicago.

##### Saison 2007
En 2007, les Saints comptent seulement 7 victoires pour 9 défaites et terminent à la 3e place de la NFC South. Brees bat son record de touchdowns (28) mais aussi son record d'interceptions (18).

##### Saison 2008
Les Saints peinent à faire mieux en 2008 (8 victoires et 8 défaites)  et terminent derniers de leur division.
Personnellement, Drew Brees termine 1er de la NFL au nombre de touchdowns (34) et au nombre de yards gagnés à la passe (5 069). Il finit meilleur joueur offensif de l'année et est sélectionné dans l'équipe All-Pro pour la première fois de sa carrière. Il retourne Pro Bowl pour la deuxième fois. Il devient également le deuxième quarterback de l'histoire de la NFL à dépasser les 5 000 yards gagnés à la passe sur une saison, échouant à 16 yards du record détenu par Dan Marino.

##### Saison 2009: Super Bowl XLIV
Les Saints terminent la saison régulière premiers de la NFC South devant les Falcons avec 13 victoires pour 3 défaites, ce qui constitue le meilleur bilan historique de la franchise. Brees affiche ainsi un total de 34 touchdowns (1er de la ligue), 11 interceptions et obtient une évaluation de 109,6. Il fait partie des sept joueurs de la franchise invités au Pro Bowl. Il est à nouveau deuxième des classements du meilleur joueur (MVP) et du meilleur joueur offensif de l'année derrière Peyton Manning. Il est également sélectionné dans l'équipe All-Pro.
Le 16 janvier 2010, les Saints accueillent les Cardinals de l'Arizona au Louisiana Superdome pour le match de tour de division des éliminatoires. Brees y gagne 247 yards et inscrit 3 touchdowns à la passe lors de la large victoire de son équipe sur le score de 45 à 15.
En finale de conférence NFC, les Saints reçoivent les Vikings du Minnesota emmenés par Adrian Peterson et Brett Favre (4e du classement MVP). Menés 7 à 14 dans le premier quart temps, les Saints parviennent à revenir à 14 partout à la mi-temps. Malgré cinq pertes de balles des Vikings et deux interceptions concédées par Brett Favre en fin du match, les Saints n'arrivent pas prendre l'avantage et le match se termine dans le temps réglementaire sur une égalité, 28 à 28. En prolongation, les Saints se qualifient pour le premier Super Bowl de l'histoire de la franchise à la suite d'un field goal de 40 yards botté par le kicker Garrett Hartley (en) (31-28). Drew Brees signe une bonne performance réussissant 17 de ses 31 passes tentées pour un gain cumulé de 197 yards et 3 touchdowns.
Le Super Bowl XLIV se joue le 7 février 2010 au Sun Life Stadium de Miami Gardens en Floride et il oppose les Saints aux Colts d'Indianapolis emmenés par le quarterback MVP Peyton Manning et meilleure équipe de la NFL sur la saison régulière avec un bilan de 14 victoires contre 2 défaites. Les Saints sont menés 0 à 10 à la fin du premier quart temps puis 6 à 10 à la mi-temps. Ils commencent la deuxième mi-temps avec un onside kick, une première dans l'histoire d'un Super Bowl lorsqu'il est effectué en dehors du 4e quart temps, récupèrent ainsi la possession du ballon et concluent leur drive par un touchdown. Les Colts répliquent par un touchdown de Joseph Addai mais un field goal en fin de troisième quart temps de Garrett Hartley ramène les Saints à un point des Colts (16-17). Lors du dernier quart temps, Jeremy Shockey marque un touchdown de 2 yards à la suite d'une réception d'une passe de Drew Brees. Un dernier touchdown de 74 yards à la suite d'une interception retournée par Tracy Porter scelle le score en faveur des Saints qui remportent leur premier Super Bowl 31 à 17. Brees est désigné MVP de la rencontre avec 288 yards gagnés à la passe (82 % de réussite à la passe) et 2 touchdowns,.

##### Saison 2010
En 2010, les Saints finissent deuxièmes de leur division avec un bilan de 11 victoires contre 5 défaites derrière les Falcons d'Atlanta. Drew Brees compte 33 touchdowns mais également 22 interceptions, son pire total en carrière sur une saison. Il est néanmoins sélectionné au Pro Bowl pour la troisième saison consécutive.
Au 1er tour de la phase finale, les Saints affrontent en déplacement les Seahawks de Seattle au Qwest Field. Ces derniers se qualifient grâce à leur première place dans la NFC West bien qu'ils n'aient remporté que 7 matchs en saison régulière. Ce sont pourtant les Seahawks qui s'imposent sur le score de 41 à 36. Au cours de ce match, Marshawn Lynch (running back de Seattle) inscrit un touchdown à la suite d'une course de 67 yards tout en évitant 8 plaquages. Cette action sera ensuite surnommée la Beast Quake. Malgré la défaite, Drew Brees termine le match avec 404 yards gagnés à la passe pour 2 touchdowns.

##### Saison 2011
Drew Brees réalise une saison régulière 2011 record. Le 26 décembre 2011, à un match de la fin de la saison régulière, lors du match contre les Falcons d'Atlanta, il bat le record du plus grand nombre de yards gagnés à la passe qui était détenu par Dan Marino. Il porte ce record à 5 476 yards en fin de saison et termine 1er de la ligue  au nombre de  passes réussies (468) et au nombre de touchdowns inscrits (46) avec 71,8% de réussite à la passe. Il est sélectionné dans l'équipe All-Pro pour la quatrième fois et au Pro Bowl pour la sixième fois de sa carrière. Il remporte pour la troisième et dernière fois le trophée de meilleur joueur offensif de l'année et termine deuxième au classement MVP derrière Aaron Rodgers (quarterback des Packers de Green Bay avec 45 touchdowns et 6 interceptions).
Au 1er tour des matchs éliminatoires, les Saints reçoivent au Mercedes-Benz Superdome les Lions de Détroit. Ils s'imposent 45 à 28, Brees y totalisant 466 yards et 3 touchdowns. Au 2e tour, les Saints rencontrent en déplacement les 49ers de San Francisco (13-3 en saison régulière). Les 49ers remportent le match 36 à 32, Brees se faisant intercepter à deux reprises malgré ses 462 yards et 4 touchdowns engrangés à la passe.

##### Saison 2012: Bountygate
Le 13 juillet 2012, Brees signe une extension de contrat de cinq ans pour un montant de 100 millions de $ dont 60 millions garantis (40 millions ayant été payés lors de la première saison).
Le Bountygate marque l'intersaison des Saints. La franchise est sanctionnée pour avoir verser des primes aux joueurs blessant des adversaires. L'enquête abouti aux suspensions de l'entraîneur principal Sean Payton (qui allait effectuer une septième saison consécutive à la tête des Saints) pour une durée d'un an, du coordinateur défensif Gregg Williams suspendu pour une durée indéterminée, du directeur général Mickey Loomis suspendu pour les huit premiers matchs de la saison 2012 et de l'entraîneur principal adjoint Joe Vitt pour les six premiers matchs. Pour pallier ces suspensions, l'équipe sera dirigée par Aaron Kromer (en) devenu entraîneur principal intérimaire.
Les Saints terminent la saison avec un bilan négatif de 7 victoires pour 9 défaites et ne se qualifient pas pour la phase finalee. À titre individuel, le 7 octobre, après avoir inscrit  inscrit un touchdown face aux Chargers de San Diego, Drew Brees bat le record détenu par Johnny Unitas de 47 matchs consécutifs avec au moins un touchdown inscrit à la passe. Sa série s'arrête à 54 matchs le 29 novembre 2012, à l'occasion du match contre les Falcons d'Atlanta, où il bat un autre record personnel puisqu'il se fait intercepter à 5 reprises. Il termine 1er de la NFL au nombre de touchdowns inscrits à la passe (43), au nombre de passes interceptées (19) et au nombre de yards gagnés à la passe (5 177) et il est sélectionné pour la septième fois au Pro Bowl.

##### Saison 2013
Sean Payton reprend la direction sportive de l'équipe après sa suspension. Drew Brees et ses coéquipiers se qualifient pour la phase finale après une saison régulière conclue avec 11 victoires pour 5 défaites et une 2e place de division derrière les Panthers de la Caroline. Brees (39 touchdowns, 12 interceptions et une évaluation de 104,7 en saison régulière) gagne pour la troisième saison consécutive plus de 5 000 yards à la passe (5 162). Il est cependant classé deuxième de la NFL derrière Peyton Manning lequel, avec 5 477 yards, a battu l'ancien record de Brees. Ce dernier est de nouveau sélectionné pour disputer le Pro Bowl et termine 4e au classement du meilleur joueur offensive de l'année.
Au 1er tour des éliminatoires, les Saints battent 26 à 24 les Eagles de Philadelphie au Lincoln Financial Field. Durant ce match, Drew Brees inscrit un touchdown à la passe et est intercepté à deux reprises.
Au 2e tour, les Saints affrontent les Seahawks de Seattle (13-3 en saison régulière). Menés 0 à 16 à la pause et malgré une domination dans le dernier quart temps, les Saints perdent 15 à 23 contre les futurs vainqueurs du Super Bowl XLVIII. Dans ce match, Drew Brees marque un touchdown et gagne 309 yards à la passe.

##### Saisons sans éliminatoires (2014-2016)
Alors âgé de 35 ans à l'aube de la saison 2014, Drew Brees déclare qu'il pense pouvoir jouer jusqu'à ses 45 ans. Malgré quatre joueurs sélectionnés au Pro Bowl, les Saints terminent la saison régulière avec un bilan négatif de 7 victoires pour 9 défaites et à la 2e place de la division NFC Sud derrière les Panthers de la Caroline sans qualification pour la phase finale. Avec 4 952 yards gagnés à la passe, Brees finit pour la cinquième fois meilleur passeur de la ligue, à égalité avec Ben Roethlisberger. Ayant en plus inscrit 33 touchdowns pour 17 interceptions, il décroche pour la septième fois consécutive une sélection pour le Pro Bowl.
En 2015, les Saints terminent à la 3e place de la division Sud, avec un nouveau bilan négatif et toujours sans qualification pour la phase finale, . Avec 4 870 yards gagnés à la passe, Brees est encore une fois le meilleur quarterback de la saison. Il n'est toutefois pas sélectionné pour le Pro Bowl, une première depuis la saison 2008.
En 2016, les Saints restent dans la continuité des deux saisons précédentes puisqu'ils obtiennent un bilan négatif de 7 victoires pour 9 défaites tout en terminant à la 3e place de leur division sans qualification pour les éliminatoires. À titre individuel, Drew Brees dépasse pour la cinquième fois de sa carrière les 5 000 yards gagnés à la passe (5 208 yards). Il établit également un record personnel en inscrivant un touchdown de 98 yards. Il termine pour la septième fois meilleur passeur de la ligue, obtient une sélection au Pro Bowl pour la dixième fois et termine 6e au classement du meilleur joueur offensif de l'année.

##### Saison 2017
Lors de la draft 2017, les Saints sélectionnent au 1er tour, Ryan Ramczyk et Marshon Lattimore (futur meilleur rookie défensif de la saison) ainsi qu'au 3e tour Alvin Kamara (futur meilleur joueur offensif de la saison). Autour de ces trois jeunes joueurs et de Brees, l'équipe renoue avec le succès et une 1re place de division avec un bilan de 11 victoires pour 5 défaites. Les Saints se qualifient pour les éliminatoires pour la première fois depuis la saison 2013. Les statistiques de Drew Brees baissent (4 334 yards à la passe, 23 touchdowns et 8 interceptions) mais il obtient néanmoins une onzième sélection pour le Pro Bowl.
Le premier match éliminatoire se déroule au Mercedes-Benz Superdome et les oppose aux Panthers de la Caroline . Le duel de quarterbacks entre Cam Newton et Drew Brees tourne à l'avantage de ce dernier avec 376 yards, deux touchdowns pour une interception, contre 349 yards, deux touchdowns et une victoire 31-26 pour les Saints.
Au 2e tour, les Vikings du Minnesota (13 reprises pour 3 défaites en saison régulière) accueillent les Saints. Les Vikings dominent l'entame de match et atteignent la mi-temps sur le score de 17 à 0. Grâce à Drew Brees qui inscrit 3 touchdowns en deuxième mi-temps, les Saints reviennent à la marque et prennent même la tête (24 à 23), à 25 secondes de la fin du match, à la suite d'un field goal de 43 yards du kicker Wil Lutz. Sur le dernier jeu du match, le quarterback de Minnesota, Case Keenum, envoie une passe de 27 yards vers le wide receiver Stefon Diggs. Le safety des Saints Marcus Williams (en) manque alors complètement son tacle ce qui permet à Diggs d'inscrire un touchdown de 61 yards lequel donne la victoire au Vikings. Cette action, surnommée ensuite le Minneapolis Miracle (en), est la première de l'histoire de la NFL où un match éliminatoire se termine sur un touchdown alors que le temps est expiré,.

##### Saison 2018
Le 13 mars 2018, Brees, âgé de 39 ans, signe une extension de contrat de deux ans pour un montant de 50 millions de dollars dont 27 garantis.
Après une série de dix victoires au cours de la saison, les Saints finissent 1er de la NFC Sud avec un bilan de 13 victoires et 3 défaites en saison régulière, comme en 2009, année de la victoire au Super Bowl XLIV.
Drew Brees enregistre 3 992 yards et 32 touchdowns à la passe  pour 5 interceptions. Avec une évaluation de 115,7, il est pour la deuxième fois de sa carrière le meilleur quarterback de la ligue. Il possède aussi le meilleur pourcentage de réussite à la passe de la ligue pour la cinquième fois de sa carrière (74,4%). Il est sélectionné pour la douzième fois au Pro Bowl et pour la cinquième fois dans l'équipe All Pro. Il finit pour la quatrième fois 2e du classement MVP et du meilleur joueur offensif de l'année derrière le quarterback des Chiefs de Kansas City, Patrick Mahomes.
Classée meilleure équipe de la NFC au terme de la saison régulière, la Nouvelle-Orléans est exemptée du premier tour des éliminatoires. La franchise reçoit donc au Mercedes-Benz Superdome les Eagles de Philadelphie lors premier match. Menés 0 à 14 en fin de premier quart-temps, les Saints et Brees qui termine la rencontre avec 301 yards et 2 touchdowns, se reprennent et remportent le match 20 à 14.
Qualifiés pour la finale de conférence NFC pour la première fois depuis 2009, ils reçoivent les Rams de Los Angeles. La pause est atteinte sur le score de 13 à 10 pour les Saints. À cinq minutes de la fin du match le score est de 20 partout. Après un field goal de chaque côté, le match se joue en prolongation. Les Rams inscrivent un field goal de 57 yards par le kicker Greg Zuerlein qui leur permet d'accéder au Super Bowl LIII.

##### Saison 2019
Le début de saison de Drew Brees est perturbé à la suite d'une blessure qui lui fait manquer cinq matchs. Néanmoins, il parvient à mener ses coéquipiers, pour la deuxième saison consécutive, à la première place de leur division avec un bilan de 13 victoires et 3 défaites.
En décembre 2019, dans un match contre les Colts d'Indianapolis, Brees bat le record du nombre de passes de touchdown en carrière. L'ancien record de Peyton Manning était de 539 touchdowns. Lors de la même rencontre, Brees réussit 21 passes consécutives (record personnel) et finit la rencontre avec 29 passes réussies sur 30, ce qui bat le précédent record de taux de passes réussies dans une rencontre établi par Philip Rivers en 2018 (28 sur 29 soit 96,6 % de taux de réussite).
Même si ses statistiques sont en baisse, il finit la saison avec 2 979 yards gagnées à la passe pour 24 touchdowns, 7 interceptions et 74,3% de passes réussies. Il obtient même la meilleure évaluation de quarterback de sa carrière avec 116,3 mais termine 2e de la saison derrière Ryan Tannehill, quarterback des Titans du Tennessee (117,5). Il est sélectionné pour la treizième et dernière fois au Pro Bowl.
Lors du match de wild card en éliminatoires, les Saints sont de nouveau opposés au Mercedes-Benz Superdome aux Vikings (10-6). Comme souvent entre ces deux équipes, le match est très serré et va une nouvelle fois en prolongation. Les Vikings l'emportent à la suite d'un touchdown inscrit à la suite d'une passe de 4 yards du quarterback Kirk Cousins.

##### Saison 2020
Le 17 mars 2020, Drew Brees, âgé de 41 ans, signe une extension de contrat de deux années pour un montant de 50 millions de $.
La saison régulière se termine sur un bilan de 12 victoires, 4 défaites et une première place dans leur division bien que Brees ait manqué quatre matchs à la suite d'une blessure. La franchise participe ainsi aux éliminatoires pour la quatrième saison consécutive (record de franchise). En saison régulière, Drew Brees affiche un bilan de 2 942 yards gagnés à la passe pour 24 touchdowns, 6 interceptions une évaluation de 106,4.
Pour le tour de wild card, les Saints reçoivent les Bears de Chicago au Mercedes-Benz Superdome. Favoris, les hommes de Sean Payton remportent le match 21 à 9, Brees gagnant 265 yards à la passe pour 2 touchdowns. En tour de Division, ils reçoivent les Buccaneers de Tampa Bay qu'ils ont battus à deux reprises en saison régulière. Les équipes sont à égalité à la mi-temps (13-13) et en fin de 3e quart-temps (20-20). Drew Brees se fait intercepter à deux reprises dans le dernier quart temps et les Buccaneers de Tom Brady gagnent le match. Ils accèdent trois semaines plus tard au Super Bowl LV qu'ils remportent face aux Chiefs de Kansas City.

##### Retraite
Le 14 mars 2021, Drew Brees, alors âgé de 42 ans, annonce sa retraite sportive. Celle-ci marque la fin d'une ère chez les Saints de La Nouvelle-Orléans. Il a joué un total vingt saisons en NFL, cinq pour les Chargers de San Diego et quinze pour les Saints de La Nouvelle-Orléans. Depuis sa retraite (saison 2024 incluse), son mythique maillot no 9 n'a jamais été réutilisé par les Saints.
Il quitte les terrains avec de nombreux records à son palmarès dont : 80 358 yards à la passe (en) sur toute sa carrière (record depuis battu par Tom Brady avec 89 214 yards (en)), 571 touchdowns à la passe (en) (2e derrière Tom Brady: 649 touchdowns (en)) et 7142 passes réussis en carrière (en) (2e derrière Tom Brady 7752 passes réussis (en)).
Parmi les joueurs ayant terminé leur carrière, il détient : 
- la meilleure évaluation de quarterback l'histoire de la NFL avec 98,7 devant Tom Brady (97,2)[79] ;
- la meilleure moyenne de yards gagnés par match avec 280 yards/match devant Andrew Luck (275,2 yards/match)[80] ;
- le meilleur pourcentage de complétion (passe complétée) de l'histoire de la NFL avec 67,7% de complétion de moyenne par match devant Chad Pennington (66,0%)[81].

Drew Brees finit sa carrière avec 80 358 yards à la passe (2e meilleur total de l'histoire de la NFL) pour 571 touchdowns (en) (2e meilleur total de l'histoire de la NFL) et 243 interceptions (13e plus gros total de l'histoire de la NFL).
Il a participé à 10 phases finales, 1 fois avec les Chargers et 9 fois avec les Saints et a gagné un Super Bowl lors de la saison 2009.

## Statistiques

### NCAA
| Année       | Équipe                 | Statut      | MJ |         | Passes   | Passes | Passes | Passes | Passes | Passes | Passes  |       | Courses | Courses | Courses | Courses |
| Année       | Équipe                 | Statut      | MJ | Tentées | Réussies | Pct.   | Yards  | TD     | Int.   | Éval.  | Tentées | Yards | Moy.    | TD      |         |         |
| 1997        | Boilermakers de Purdue | Fr.         | 07 | 042     | 0 19     | 45,2   | 0 232  | 0      | 01     | 086,9  | 09      | 011   | 1,2     | 02      |         |         |
| 1998        | Boilermakers de Purdue | So.         | 12 | 516     | 0 336    | 65,1   | 03 753 | 36     | 17     | 142,6  | 059     | 168   | 2,8     | 03      |         |         |
| 1999        | Boilermakers de Purdue | Jr.         | 11 | 494     | 0 301    | 60,9   | 03 531 | 21     | 11     | 135,0  | 070     | 181   | 2,6     | 06      |         |         |
| 2000        | Boilermakers de Purdue | Sr.         | 11 | 473     | 0 286    | 60,5   | 03 593 | 24     | 12     | 132,4  | 091     | 546   | 6,0     | 05      |         |         |
| Totaux NCAA | Totaux NCAA            | Totaux NCAA | 41 | 942     | 1 525    | 61,8   | 10 909 | 81     | 41     | 134,0  | 229     | 906   | 4,0     | 14      |         |         |

### NFL
| Année           | Équipe                        | MJ  |         | Passes   | Passes | Passes | Passes | Passes | Passes | Passes  |       | Courses | Courses | Courses | Courses |
| Année           | Équipe                        | MJ  | Tentées | Réussies | Pct.   | Yards  | TD     | Int.   | Éval.  | Tentées | Yards | Moy.    | TD      |         |         |
| 2001            | Chargers de San Diego         | 01  | 0 27    | 0 15     | 55,6   | 0 221  | 01     | 0      | 094,8  | 02      | 018   | 9,0     | 0       |         |         |
| 2002            | Chargers de San Diego         | 016 | 0 526   | 0 320    | 60,8   | 03 284 | 017    | 016    | 076,9  | 038     | 130   | 3,4     | 01      |         |         |
| 2003            | Chargers de San Diego         | 011 | 0 356   | 0 205    | 57,6   | 02 108 | 011    | 015    | 067,5  | 021     | 084   | 4,0     | 0       |         |         |
| 2004            | Chargers de San Diego         | 015 | 0 400   | 0 262    | 65,5   | 03 159 | 027    | 07     | 104,8  | 053     | 085   | 1,6     | 02      |         |         |
| 2005            | Chargers de San Diego         | 016 | 0 500   | 0 323    | 64,6   | 03 576 | 024    | 015    | 089,2  | 021     | 049   | 2,3     | 01      |         |         |
| 2006            | Saints de La Nouvelle-Orléans | 016 | 0 554   | 0 356    | 64,3   | 04 418 | 026    | 011    | 096,2  | 042     | 032   | 0,8     | 0       |         |         |
| 2007            | Saints de La Nouvelle-Orléans | 016 | 0 652   | 0 440    | 67,5   | 04 423 | 028    | 018    | 089,4  | 023     | 052   | 2,3     | 01      |         |         |
| 2008            | Saints de La Nouvelle-Orléans | 016 | 0 635   | 0 413    | 65,0   | 05 069 | 034    | 017    | 096,2  | 022     | 0-1   | 0,0     | 0       |         |         |
| 2009            | Saints de La Nouvelle-Orléans | 015 | 0 514   | 0 363    | 70,6   | 04 388 | 034    | 011    | 109,6  | 022     | 033   | 1,5     | 02      |         |         |
| 2010            | Saints de La Nouvelle-Orléans | 016 | 0 658   | 0 448    | 68,1   | 04 620 | 033    | 022    | 090,9  | 018     | 0-3   | -0,2    | 0       |         |         |
| 2011            | Saints de La Nouvelle-Orléans | 016 | 0 657   | 0 468    | 71,2   | 05 476 | 046    | 014    | 110,6  | 021     | 086   | 4,1     | 01      |         |         |
| 2012            | Saints de La Nouvelle-Orléans | 016 | 0 670   | 0 422    | 63,0   | 05 177 | 043    | 019    | 096,3  | 015     | 05    | 0,3     | 01      |         |         |
| 2013            | Saints de La Nouvelle-Orléans | 016 | 0 650   | 0 446    | 68,6   | 05 162 | 039    | 012    | 104,7  | 035     | 052   | 1,5     | 03      |         |         |
| 2014            | Saints de La Nouvelle-Orléans | 016 | 0 659   | 0 456    | 69,2   | 04 952 | 033    | 017    | 097,0  | 027     | 068   | 2,5     | 01      |         |         |
| 2015            | Saints de La Nouvelle-Orléans | 015 | 0 627   | 0 428    | 68,3   | 04 870 | 032    | 011    | 101,0  | 024     | 014   | 0,6     | 01      |         |         |
| 2016            | Saints de La Nouvelle-Orléans | 016 | 0 673   | 0 471    | 70,0   | 05 208 | 037    | 015    | 101,7  | 023     | 020   | 0,9     | 02      |         |         |
| 2017            | Saints de La Nouvelle-Orléans | 016 | 0 536   | 0 386    | 72,0   | 04 334 | 023    | 08     | 103,9  | 033     | 012   | 0,4     | 02      |         |         |
| 2018            | Saints de La Nouvelle-Orléans | 015 | 0 489   | 0 364    | 74,4   | 03 992 | 032    | 05     | 115,7  | 031     | 022   | 0,7     | 04      |         |         |
| 2019            | Saints de La Nouvelle-Orléans | 011 | 0 378   | 0 281    | 74,3   | 02 979 | 027    | 04     | 116,3  | 09      | 0-4   | -0,4    | 01      |         |         |
| 2020            | Saints de La Nouvelle-Orléans | 012 | 0 390   | 0 275    | 70,5   | 02 942 | 024    | 06     | 106,4  | 018     | 0-2   | -0,1    | 02      |         |         |
| Totaux Chargers | Totaux Chargers               | 059 | 01 809  | 1 125    | 62,2   | 12 348 | 080    | 053    | 084,9  | 135     | 366   | 2,7     | 04      |         |         |
| Totaux Saints   | Totaux Saints                 | 228 | 08 742  | 6 017    | 68,8   | 68 010 | 491    | 190    | 101,5  | 363     | 386   | 1,1     | 21      |         |         |
| Totaux NFL      | Totaux NFL                    | 287 | 10 551  | 7 142    | 67,7   | 80 358 | 571    | 243    | 098,7  | 498     | 752   | 1,5     | 25      |         |         |

| Année           | Équipe                        | MJ |         | Passes   | Passes | Passes | Passes | Passes | Passes | Passes  |       | Courses | Courses | Courses | Courses |
| Année           | Équipe                        | MJ | Tentées | Réussies | Pct.   | Yards  | TD     | Int.   | Éval.  | Tentées | Yards | Moy.    | TD      |         |         |
| 2004            | Chargers de San Diego         | 01 | 042     | 031      | 73,8   | 0 319  | 02     | 01     | 101,2  | 05      | 17    | 3,4     | 0       |         |         |
| 2006            | Saints de La Nouvelle-Orléans | 02 | 081     | 047      | 58,0   | 0 597  | 03     | 01     | 088,3  | 04      | 06    | 1,5     | 0       |         |         |
| 2009            | Saints de La Nouvelle-Orléans | 03 | 102     | 072      | 70,6   | 0 732  | 08     | 0      | 117,0  | 05      | -4    | -0,8    | 0       |         |         |
| 2010            | Saints de La Nouvelle-Orléans | 01 | 060     | 039      | 65,0   | 0 404  | 02     | 0      | 095,4  | 02      | 06    | 3,0     | 0       |         |         |
| 2011            | Saints de La Nouvelle-Orléans | 02 | 106     | 073      | 68,9   | 0 928  | 07     | 02     | 110,1  | 05      | 04    | 0,8     | 0       |         |         |
| 2013            | Saints de La Nouvelle-Orléans | 02 | 073     | 044      | 60,3   | 0 559  | 02     | 02     | 081,9  | 05      | 13    | 2,6     | 0       |         |         |
| 2017            | Saints de La Nouvelle-Orléans | 02 | 073     | 048      | 65,8   | 0 670  | 05     | 03     | 100,8  | 03      | 0     | 0,0     | 0       |         |         |
| 2018            | Saints de La Nouvelle-Orléans | 02 | 078     | 054      | 69,2   | 0 550  | 04     | 02     | 095,6  | 05      | -2    | -0,4    | 0       |         |         |
| 2019            | Saints de La Nouvelle-Orléans | 01 | 033     | 026      | 78,8   | 0 208  | 01     | 01     | 090,4  | 01      | 05    | 5,0     | 0       |         |         |
| 2020            | Saints de La Nouvelle-Orléans | 02 | 073     | 047      | 64,4   | 0 399  | 03     | 03     | 075,1  | 05      | 05    | 1,0     | 0       |         |         |
| Totaux Chargers | Totaux Chargers               | 01 | 042     | 031      | 73,8   | 0 319  | 02     | 01     | 101,2  | 05      | 17    | 3,4     | 0       |         |         |
| Totaux Saints   | Totaux Saints                 | 17 | 679     | 450      | 66,3   | 5 047  | 35     | 14     | 096,9  | 35      | 33    | 0,9     | 0       |         |         |
| Totaux NFL      | Totaux NFL                    | 18 | 721     | 481      | 66,7   | 5 366  | 37     | 15     | 097,1  | 40      | 50    | 1,3     | 0       |         |         |

## Palmarès

### Universitaire
- 1998 :
  - Meilleur joueur offensif de l'année en conférence Big Ten ;
- 1999 :
  - Classé 4e au trophée Heisman ;
- 2000 :
  - Classé 3e au trophée Heisman ;
  - Meilleur joueur offensif de l'année en conférence Big Ten ;
  - Vainqueur du trophée Maxwell.

### NFL
- Pro Bowl : 2004, 2006, 2008, 2009, 2010, 2011
- Meilleur passeur : 2006 (4 418 yards), 2008 (5 069 yards), 2011 (5 476 yards)
- Joueur offensif de l'année 2008 (5 069 yards, 65 % de passes réussies, 34 touchdowns, 17 Interceptions, 96,2 de rendement)
- Joueur offensif de l'année 2009 (4 388 yards, 70,6 % de passes réussies, 34 touchdowns, 11 Interceptions, 109,6 de rendement)
- Super Bowl XLIV en étant élu MVP du match

## Records en NFL
- Deuxième plus grand nombre de yards à la passe en carrière – 80 356 yards.
- Deuxième plus grand nombre de yards à la passe en une saison – 5 476 yards (2011)
- Plus grand pourcentage de passes réussies en une saison – 72 % (2017)
- Plus grand pourcentage de passes réussies en éliminatoires – 66,8 % (carrière)
- Plus faible pourcentage d'interception en éliminatoires – 0,7 % (carrière)
- Deuxième plus grand nombre de passes réussies lors d'un Super Bowl – 32 (Super Bowl XLIV à égalité avec Tom Brady)
- Plus grande moyenne de passes réussies par match – 23,4 par match (carrière)
- Plus grande moyenne de passes tentées par match – 35,5 par match (carrière)
- Plus grand nombre de passes réussies dans un match éliminatoire – 39 (à Seattle, 1er août 2011)
- Plus grand nombre de passes tentées dans un match éliminatoire avec zéro interception – 60 (à Seattle, 1er août 2011)
- Plus grand nombre de matchs avec +20 passes réussies en une saison – 16 (2010)
- Plus grand nombre de matchs à +300 yards à la passe en une saison – 12 (2011)
- Plus grand nombre de matchs consécutifs avec plus de 350 yards à la passe – 4 (semaines 3, 4, 5 et 6 en 2011)
- Plus grand nombre de matchs consécutifs avec au moins 20 passes réussies – 35
- Plus grand nombre de saisons consécutives à plus de 4 000 yards à la passe – 12 (2006-2017)
- Plus grand nombre de saisons consécutives à plus de 4 000 yards à la passe et plus de 30 touchdowns – 9 (2008 à 2016)
- Plus grand nombre de saisons à plus de 5 000 yards à la passe – 5 (2008, 2011, 2012, 2013, 2016)
- Premier joueur à réaliser trois saisons consécutives à plus de 5 000 yards à la passe – 2011, 2012 et 2013

### Autres faits marquants
- Plus grand nombre de matchs consécutifs avec au moins 1 touchdown à la passe – 54 (du 18 octobre 2009 au 29 novembre 2012) (ancien record : 47 - Johnny Unitas)
- Second plus grand nombre de matchs consécutifs sans interceptions avec au moins 1 touchdown à la passe – 32 (depuis le 9 septembre 2010) (record : 36 - Brett Favre)
- Premier quarterback dans l'histoire de la NFL à dépasser 2 fois les 5 000 yards à la passe
- Premier quarterback dans l'histoire de la NFL à compléter 80 % de passes, dépasser les 400 yards à la passe, marquer 5 touchdowns pour aucune interception en 1 match